# 다쿠미 슈
다쿠미 슈(일본어: 巧 舟 다쿠미 슈[*], 1971년 5월 2일~)은 일본의 게임 회사 캡콤의 소속해 있는 게임 개발자이다.1994년에 캡콤에 입사. 현재는 퇴사한 가미야 히데키와 동시 입사이기도 하다. 데뷔작은 《학교의 무서운 소문 하나코씨가 왔다!!》이다. 《역전재판》시리즈 개발자이자 첫 삼부작의 디렉터 및 시나리오 라이터를 맡은 것으로 유명하다.

## 작품
| 연도 | 게임                                    | 역할                                       |
| ---- | --------------------------------------- | ------------------------------------------ |
| 1995 | 학교의 무서운 소문 ~하나코씨가 왔다!!~  | 플래너                                     |
| 1998 | 바이오하자드 2                          | 보조 플래닝                                |
| 1999 | 디노 크라이시스                         | 메인 플래너, 이벤트 디렉터                 |
| 2000 | 디노 크라이시스 2                       | 디렉터                                     |
| 2001 | 역전재판                                | 디렉터, 원안, 시나리오 라이터, 플래닝      |
| 2002 | 역전재판 2                              | 디렉터, 시나리오 라이터, 플래닝            |
| 2004 | 역전재판 3                              | 디렉터, 시나리오 라이터, 플래닝            |
| 2007 | 역전재판 4                              | 감독, 시나리오 라이터                      |
| 2010 | 고스트 트릭                             | 디렉터, 시나리오 라이터, 게임 디자인       |
| 2011 | 얼티밋 마블 vs. 캡콤 3                  | 감독                                       |
| 2012 | 레이튼 교수 VS 역전재판                 | 《역전재판》 디렉터, 스토리, 시리즈 편집자 |
| 2015 | 대역전재판 -나루호도 류노스케의 모험-   | 디렉터, 시나리오 라이터, 플래닝            |
| 2017 | 대역전재판 2 -나루호도 류노스케의 각오- | 디렉터, 시나리오 라이터, 플래닝            |
| 2020 | 몬스터 헌터 라이더스                    | 퀘스트 작가                                |

## 참조

### 내용주
1. 1 2 3  나루호도 류이치 일본 음성